# Irisbus CityClass
Iveco CityClass to autobus miejski, podmiejski i podmiejski wprowadzony na rynek przez dział autobusów Iveco w 1997 r., a w 2000 r. przemianowany na Irisbus. Jest to odpowiednik Irisbus Agora (Renault) we Francji. Zastępuje autobus miejski Iveco 490 TurboCity UR Green, później zastąpiony przez Irisbus Citelis.
Jak zwykle w Iveco, CityClass jest dostępny w dwóch wersjach: autobus miejski serii 491 i autobus podmiejski serii 591, a także w różnych długościach: 10,80 m, 12 m i przegubowy 18 m.

## Historia modelu
Iveco CityClass zostało zaprezentowane profesjonalistom i szerokiej publiczności w 1995 roku podczas Salonu Samochodowego w Paryżu. Był sprzedawany pod numerem MY 1997. W 2000 r. przemianowano go na Irisbus, po połączeniu oddziałów autobusów IVECO-RVI, i pozostawał w produkcji do 2008 r. Wyprodukowano łącznie 10 000 sztuk, w tym ponad 7 000 we Włoszech.
Projekt CityClass został stworzony w latach 90. przez włoskiego projektanta Giorgetto Giugiaro i został zaprezentowany publiczności w 1996 roku, aby zastąpić Iveco Turbocity.
W 2001 roku ALTRA, we współpracy z Ansaldo Ricerche, Sapio, International Fuel Cells, Exide, T_V i Centro Ricerche Fiat oraz przy wsparciu włoskiego Ministerstwa Środowiska i Piemontu, opracowała wersję z trakcją elektryczną zasilaną wodorem wprowadzanym do kursował w Turynie na zlecenie GTT i był używany także podczas Zimowych Igrzysk Olimpijskich w 2006 roku. Był to pierwszy włoski autobus wodorowy.

### Pod marką Iveco (1997–1999)
Iveco 491 CityClass był produkowany i sprzedawany w latach 1997–2000. 

### Pod marką Irisbus (2000–2008)
Pod koniec 1999 roku logo Iveco na osłonie chłodnicy CityClass zostało zastąpione delfinek Irisbus i pozostanie w Europie do 2008 roku.

### Działanie
Model CityClass, którego we Włoszech wyprodukowano ponad 7 000 sztuk, jest niewątpliwie najbardziej dystrybuowanym autobusem miejskim w Europie. Oprócz dużych włoskich miast, takich jak Mediolan, Rzym, Genua i Turyn, gdzie jego dystrybucja jest niemal monopolistyczna, obsługuje wszystkie publiczne (i prywatne) usługi transportowe we Włoszech. CityClass znalazł także szerokie rynki zbytu za granicą: w Szwajcarii, Francja, Niemcy, Rumunia, a zwłaszcza w Hiszpania i Grecja. W większości miast w Hiszpania najbardziej rozpowszechnioną we flocie transportu miejskiego jest CityClass, zbudowana przez hiszpańskie firmy Castrosua, Hispano Carrocera i Noge.

### Ekologiczna CityClass
Grupa Fiat i jej oddział samochodów ciężarowych i autobusów Iveco zwróciły uwagę na ochronę środowiska poprzez najnowocześniejsze badania nad zmniejszeniem zużycia paliwa i filtracją gazów spalinowych, których pierwsze urządzenia datowane są na rok 1980. W lutym 1999 r. miasto Turyn uruchomiło projekt „autobusu wodorowego”. W listopadzie tego samego roku włoskie Ministerstwo Środowiska zatwierdziło ten projekt oraz Tymczasowe Stowarzyszenie Spółek (ATI), które miało być odpowiedzialne za jego realizację. W skład ATI wchodziło sześć spółek: GTT (dawny ATM – miejski zarząd transportu miejskiego stolicy Piemontu), Iveco (drugi co do wielkości producent autobusów na świecie), Sapio (jeden z głównych włoskich producentów gazów technicznych i medycznych), CVA – Compagnia Valdostana delle Acque SpA (producent odnawialnej energii elektrycznej), ENEA – Ente per le Nuove tecnologie, l'Energia e l'Ambiente (Publiczne Centrum Badań nad Innowacjami i Zrównoważonym Rozwoju), Ansaldo Ricerche (dział badań Ansaldo grupa). Projekt sfinansowało włoskie Ministerstwo Środowiska, a Centro Ricerche Fiat sfinansowało jego realizację w jednym ze swoich modeli autobusów.
Tworząc Irisbus w 1999 r., Iveco rozpoczęło ambitny projekt autobusu miejskiego napędzanego wodorem, w systemie zwanym ogniwem paliwowym. Prototyp zbudowano i przetestowano w 2002 roku o kodzie VIN ZGA482.E0E0E0.00001. Testy, nadzorowane przez włoskie Ministerstwo Transportu i Środowiska, trwały 2 lata. W tym czasie wyprodukowano trzy 12-metrowe autobusy CityClass Fuel Cell. Po zatwierdzeniu prototypu we Włoszech autobusy te zostały dostarczone 1 listopada 2004 roku przedsiębiorstwom komunikacji miejskiej w Turynie, Barcelonie i Niemczech (Monachium).
Turyn CityClass można było zobaczyć w służbie podczas Zimowych Igrzysk Olimpijskich w 2006 roku. Jego autonomia wynosiła 12 godzin przy prędkości 60 km/h. Mógł pomieścić 73 pasażerów, w tym 21 na miejscach siedzących, 51 stojących i 1 na wózku inwalidzkim PMR. Miał 9 butli z wodorem, w sumie 1260 litrów przy 200 barach.
Pomyślnie przetestowano także prototyp CityClass z silnikiem hybrydowym.

## Charakterystyka
Iveco CityClass był dostępny w trzech różnych długościach (10,8 m, 12 m lub 18 m) i miał 2,50 m szerokości. W wersji standardowej mógł przewozić od 88 do 108 osób, a w wersji przegubowej 140 osób. 
Wszystkie modele CityClass wyposażone są w 2, 3 lub 4 drzwi boczne, wyświetlacz kierunkowskazów przednich i bocznych, ABS i ASR, instalację stereo, mikrofonu i radia, klimatyzację. Dostęp na pokład dla osób niepełnosprawnych jest ułatwiony dzięki systemowi bocznego przechylania nadwozia, Kneeling. Dostępna jest podjazd dla wózków inwalidzkich.

### Wymiary
|                                         | CityClass 491.10      | CityClass 491.12      | CityClass 491.12 CNG  | CityClass 491.12 Fuel Cell | CityClass 491.18       | CityClass 491.18 CNG   | CityClass 591.10    | CityClass 591.12 | CityClass 591.18       |               |
| --------------------------------------- | --------------------- | --------------------- | --------------------- | -------------------------- | ---------------------- | ---------------------- | ------------------- | ---------------- | ---------------------- | ------------- |
| Długość (mm)                            | 10 805                | 11 995                | 11 995                | 11 995                     | 17 960                 | 17 960                 | 10 800              | 11 995           | 17 960                 |               |
| Szerokość (mm)                          | 2 500                 | 2 500                 | 2 500                 | 2 500                      | 2 500                  | 2 500                  | 2 500               | 2 500            | 2 500                  |               |
| Wysokość (mm)                           | 2 965                 | 2 965                 | 2 965                 | 3 300                      | 2 965                  | 2 965                  | 2 965               | 2 965            | 2 965                  |               |
| Rozstaw osi (mm)                        | 5 150                 | 6 050                 | 6 050                 | 6 050                      | 5 710 + 6 605          | 5 710 + 6 605          | 5 150               | 6 050            | 5 710 + 6 605          |               |
| Zwis przód/tył (mm)                     | 2 565 / 3 080         | 2 565 / 3 380         | 2 565 / 3 380         | 2 565 / 3 380              | 2 565 / 3 080          | 2 565 / 3 080          | 2 565 / 3 080       | 2 565 / 3 380    | 2 565 / 3 080          | 2 565 / 3 080 |
| Promień skrętu między ścianami (m)      | 7,17                  | 8,74                  | 8,74                  | 8,97                       | 10,28                  | 10,28                  | 7,17                | 8,74             | 10,28                  |               |
| Pusta waga (kg)                         | 10 600                | 11 230                | 12 520                | 14 000                     | 18 200                 | 19 100                 | 10 650              | 11 250           | 18 200                 |               |
| Waga (kg)                               | 17 500                | 18 990                | 18 990                | 27 950                     | 27 950                 | 19 000                 | 18 000              | 19 000           | 27 950                 |               |
| Możliwość siedzenia + stania = maks (U) | 29 + 66 + 1 PMR = 82  | 19 + 89 + 1 PMR = 109 | 25 + 63 + 1 PMR = 89  | 22 + 50 + 1 PMR = 73       | 33 + 108 + 1 PMR = 142 | 33 + 106 + 1 PMR = 140 | 34 + 48 = 82        | 42 + 57 = 99     | 34 + 108 + 1 PMR = 143 |               |
| Drzwi (U) 1 360 mm                      | 2 (3 na rynek włoski) | 3 (4 na rynek włoski) | 3 (4 na rynek włoski) | 3 (4 na rynek włoski)      | 4                      | 4                      | 2 (na rynek włoski) | 2 ou 3           | 3                      |               |
| Wysokość podłogi (mm)                   | 305                   | 305                   | 305                   | 305                        | 305                    | 305                    | 305                 | 305              | 305                    |               |

### Motorizaciones
|                                   | CityClass 491.10                                                | CityClass 491.12                                                | CityClass 491.12 CNG                                            | CityClass 491.12 Fuel Cell                                      | CityClass 491.18                                                | CityClass 491.18 CNG                                            | CityClass 591.10                                                | CityClass 591.12                                                | CityClass 591.18                                                |
| --------------------------------- | --------------------------------------------------------------- | --------------------------------------------------------------- | --------------------------------------------------------------- | --------------------------------------------------------------- | --------------------------------------------------------------- | --------------------------------------------------------------- | --------------------------------------------------------------- | --------------------------------------------------------------- | --------------------------------------------------------------- |
| Silniki Rodzaje pojemności (cm 3) | Diésel FIAT 8360.46V 7 685 Iveco Cursor 8 F2B 7 790             | Diésel FIAT 8360.46V 7 685 Iveco Cursor 8 F2B 7 790             | GNV FIAT 8469.21S 9 500 Iveco Cursor 8 CNG F2BE 7 790           | Wodór Ansaldo                                                   | Olej napędowy i CNG Iveco 8469.41S 9 500                        | Olej napędowy i CNG Iveco 8469.41S 9 500                        | Olej napędowy i CNG                                             | Olej napędowy i CNG Iveco Cursor 8 F2B 7 790                    | * Diesel: IVECO Cursor 8 F2B 7 790 * CNG: Iveco 8469.41S 9 500  |
| Moc (kW (cv DIN) a r/min)         | 196 (260) a 2 050 a 213 (290) a 2 050                           | 196 (260) a 2 050 a 213 (290) a 2 050                           | 177 (240) a 2 100 200 (270) a 2 000                             | 164 a 1 550                                                     | 228 (310) a 2 000                                               | 228 (310) a 2 000                                               |                                                                 | 213 (290) a 2 050                                               | * Diesel 213 (290) a 2 050 * CNG 228 (310) a 2 000              |
| Para silników (N m a r/min)       | 1 100 a 1 080-1 800                                             | 1 100 a 1 080-1 800                                             | 920 a 1 200 1 100 a 1 100                                       | 1 200 a 600                                                     | 1 200 a 1 200                                                   | 1 200 a 1 200                                                   |                                                                 | * Diésel 1 110 a 1 040 * GNV                                    | * Diésel * CNG 1 200 a 1 200                                    |
| Przenoszenie                      | Napęd (koła tylne)                                              | Napęd (koła tylne)                                              | Napęd (koła tylne)                                              | Napęd (koła tylne)                                              | Napęd (koła tylne)                                              | Napęd (koła tylne)                                              | Napęd (koła tylne)                                              | Napęd (koła tylne)                                              | Napęd (koła tylne)                                              |
| Skrzynie biegów                   | Automat ZF 5HP i VOITH D854                                     | Automat ZF 5HP i VOITH D854                                     | Automat ZF 5HP i VOITH D854                                     | Automat ZF 5HP i VOITH D854                                     | Automat ZF 5HP i VOITH D854                                     | Automat ZF 5HP i VOITH D854                                     | Automat ZF 5HP i VOITH D854                                     | Automat ZF 5HP i VOITH D854                                     | Automat ZF 5HP i VOITH D854                                     |
| Hamulce                           | Tarcze pneumatyczne (przód) i (tył) z ABS i ASR                 | Tarcze pneumatyczne (przód) i (tył) z ABS i ASR                 | Tarcze pneumatyczne (przód) i (tył) z ABS i ASR                 | Tarcze pneumatyczne (przód) i (tył) z ABS i ASR                 | Tarcze pneumatyczne (przód) i (tył) z ABS i ASR                 | Tarcze pneumatyczne (przód) i (tył) z ABS i ASR                 | Tarcze pneumatyczne (przód) i (tył) z ABS i ASR                 | Tarcze pneumatyczne (przód) i (tył) z ABS i ASR                 | Tarcze pneumatyczne (przód) i (tył) z ABS i ASR                 |
| Zawieszenie                       | Poduszki powietrzne; Amortyzatory hydrauliczne i drążki skrętne | Poduszki powietrzne; Amortyzatory hydrauliczne i drążki skrętne | Poduszki powietrzne; Amortyzatory hydrauliczne i drążki skrętne | Poduszki powietrzne; Amortyzatory hydrauliczne i drążki skrętne | Poduszki powietrzne; Amortyzatory hydrauliczne i drążki skrętne | Poduszki powietrzne; Amortyzatory hydrauliczne i drążki skrętne | Poduszki powietrzne; Amortyzatory hydrauliczne i drążki skrętne | Poduszki powietrzne; Amortyzatory hydrauliczne i drążki skrętne | Poduszki powietrzne; Amortyzatory hydrauliczne i drążki skrętne |
| Adres                             | Układ hydrauliczny z zębatką i zębnikiem ze wspomaganiem        | Układ hydrauliczny z zębatką i zębnikiem ze wspomaganiem        | Układ hydrauliczny z zębatką i zębnikiem ze wspomaganiem        | Układ hydrauliczny z zębatką i zębnikiem ze wspomaganiem        | Układ hydrauliczny z zębatką i zębnikiem ze wspomaganiem        | Układ hydrauliczny z zębatką i zębnikiem ze wspomaganiem        | Układ hydrauliczny z zębatką i zębnikiem ze wspomaganiem        | Układ hydrauliczny z zębatką i zębnikiem ze wspomaganiem        | Układ hydrauliczny z zębatką i zębnikiem ze wspomaganiem        |
| Autonomia (km)                    | 600                                                             | 500 puis 600                                                    | 950                                                             | 200                                                             | 500                                                             | 880                                                             |                                                                 | 600                                                             | 500 / 850                                                       |